# Word Wizard 3D
Word Wizard 3D (ou Brainstorm Series: Word Wizard 3D) est un jeu vidéo de réflexion développé et édité par Storm City Games, sorti en 2012 sur Nintendo 3DS.

## Accueil
- Jeuxvideo.com : 8/20[1]